# Swim
| Совокупная оценка   | Совокупная оценка |
| Источник            | Оценка            |
| ------------------- | ----------------- |
| AnyDecentMusic?     | 8.1/10            |
| Metacritic          | 83/100            |
| Оценки критиков     |                   |
| Источник            | Оценка            |
| AllMusic            | [ 3 ]             |
| The A.V. Club       | A−                |
| The Daily Telegraph | [ 5 ]             |
| The Guardian        | [ 6 ]             |
| Mojo                | [ 7 ]             |
| NME                 | 8/10              |
| Pitchfork           | 8.4/10            |
| Q                   | [ 10 ]            |
| Spin                | 8/10              |
| Uncut               | [ 12 ]            |

Swim  — пятый студийный альбом канадского певца Карибу (настоящее имя Дэниел Виктор Снейт) вышел 20 апреля 2010 года на лейблах City Slang и Merge Records. Это третий альбом в дискографии Снейта под псевдонимом Caribou, он отличается от психоделической поп-музыки и испытал влияние различных видов электронной танцевальной музыки, особенно дип-хауса и минимал-техно.
Swim продолжил успех у критиков, достигнутый ранее Снейтом, а позже попал в списки лучших альбомов нескольких изданий на конец года. Он был признан одним из «100 лучших альбомов десятилетия» по версии Pitchfork в августе 2014 года.

## Отзывы
Альбом получил положительные отзывы музыкальной критики и интернет-изданий. В интернет-агрегаторе Metacritic, устанавливающем в среднем оценку до ста, основанную на профессиональных рецензиях, альбом получил 83 балла на основе полученных рецензий, что означает «получил в целом положительные отзывы от критиков».
Он был номинирован на премию Polaris Music Prize 2010 года и получил награду «Лучший альбом 2010 года» от Resident Advisor. Альбом также выиграл Juno Award в 2010 году в категории «Best Electronic Album of the Year» и занял второе место в итоговом обзоре Exclaim! 2010 Electronic Year in Review. Дэниел Сильвестр из Exclaim! похвалил органический характер альбома, заявив, что «Карибу запомнят за Swim»

### Итоговые списки критиков
Публикации, при судившие в своих списках высокие места альбому Swim по итогам года, включали:
- № 1 — Resident Advisor
- № 1 — Urban75
- № 1 — Mixmag
- № 4 — musicOMH
- № 6 — The Guardian
- № 17 — Pitchfork
- № 19 — Drowned In Sound
- № 39 — Spin
- № 58 — NME

## Коммерческий успех
По итогам 2011 года тираж в США составил 33,803 копий. К 2015 году в мире было продано 175,000 копий по данным Independent Music Companies Association.
Первый трек на альбоме, «Odessa», был показан в рекламе производителя автомобилей Acura, футбольной видеоигры EA Sports «FIFA 11», а также в рекламе Lexus CT 200h в 2011 годау, и в рекламе часов Tissot 2012 года.

## Список композиций
Слова и музыка всех песен — Dan Snaith.
| №                   | Название            | Длительность |
| ------------------- | ------------------- | ------------ |
| 1.                  | «Odessa»            | 5:15         |
| 2.                  | «Sun»               | 5:44         |
| 3.                  | «Kaili»             | 4:41         |
| 4.                  | «Found Out»         | 3:18         |
| 5.                  | «Bowls»             | 6:20         |
| 6.                  | «Leave House»       | 5:11         |
| 7.                  | «Hannibal»          | 6:14         |
| 8.                  | «Lalibela»          | 2:25         |
| 9.                  | «Jamelia»           | 3:58         |
| Общая длительность: | Общая длительность: | 43:17        |

## Чарты
| Чарт (2010)                            | Высшая позиция |
| -------------------------------------- | -------------- |
| Бельгия/Фландрия (Ultratop)            | 94             |
| Франция (SNEP)                         | 177            |
| Великобритания (UK Albums Chart)       | 54             |
| США (Billboard 200)                    | 97             |
| США (Billboard Independent Albums)     | 14             |
| США (Billboard Top Alternative Albums) | 18             |
| США (Billboard Top Rock Albums)        | 31             |